# Karlheinz Böhm (Politiker)
Karlheinz Böhm (* 10. Februar 1920 in Breslau; † 17. Juni 1971) war ein deutscher Politiker und ehemaliger Landtagsabgeordneter (SPD).

## Leben und Beruf
Nach dem Schulbesuch musste Böhm den Kriegsdienst ableisten. Am 13. Juni 1939 beantragte er die Aufnahme in die NSDAP und wurde zum 1. September desselben Jahres aufgenommen (Mitgliedsnummer 7.177.521). Er war Mitarbeiter einer Baufachzeitschrift, Volontär und Redakteur. Ab 1968 bis zu seinem Tod war Böhm Chefredakteur der kommunalpolitischen Zeitschrift Die Demokratische Gemeinde.

## Abgeordneter
Vom 21. Juli 1962 bis zu seinem Tod am 17. Juni 1971 war Böhm Mitglied des Landtags des Landes Nordrhein-Westfalen. Er wurde jeweils in den Wahlkreisen 138 bzw. 140 Bielefeld-Stadt I direkt gewählt.
Dem Stadtrat der Stadt Bielefeld gehörte er von 1956 bis 1969 an.